# Franciszka de Paula od Jezusa
Franciszka de Paula od Jezusa, port. Francisca de Paula de Jesus, znana jako Nhá Chica (ur. ok. 1810, zm. 14 czerwca 1895) – brazylijska błogosławiona Kościoła katolickiego.
Franciszka była córką czarnej niewolnicy, ale ona sama urodziła się już po zniesieniu niewolnictwa. Gdy miała 10 lat, zmarła jej matka. Sierotą zaopiekowali się prawdopodobnie okoliczni mieszkańcy (miejsce nie jest znane). Wkrótce przeprowadziła się wraz z bratem Teotônio do miasta Baependi. Dała się poznać ze swojej pobożności, już jako dziewczynka, oddając cześć Maryi Pannie, którą nazywała przez całe życie „Minha Sinhá”, czyli Moja Pani.
Zmarła w wieku ok. 85-87 lat 14 czerwca 1895 roku w opinii świętości.
Mimo upływu lat jej ciało nie uległo rozkładowi, a wydzielało zapach, jakby róż, gdy w 1998 władze diecezjalne i członkowie Trybunału Procesu Beatyfikacyjnego dokonali ekshumacji jej doczesnych szczątków.
Proces beatyfikacyjny Franciszki rozpoczął się w 1952 roku. W dniu 18 czerwca 1998 jej szczątki przeniesiono do sanktuarium w Baependi. Została beatyfikowana przez papieża Franciszka 4 maja 2013 roku. Uroczystego aktu, w imieniu papieża, dokonał kard. Angelo Amato.
Jej wspomnienie liturgiczne obchodzone jest w dies natalis.